# Sítio Classificado do Centro Histórico de Coruche
O Sítio Classificado do Centro Histórico de Coruche foi instituido pelo Decreto-Lei nº 108/79 de 2 de Maio tendo em vista a salvaguarda do património arquitectónico da vila de Coruche.